# Route européenne 531
Pour les articles homonymes, voir E531 et Route 531.
La route européenne 531 est une route reliant Offenbourg à Donaueschingen.